# Certificat de travail
 (mai 2022).
Le certificat de travail est un document remis par l'employeur à un employé à la fin de son contrat de travail.
Selon le pays, la nature, la destination et le contenu diffèrent.

## Par pays

### France
Le certificat de travail contient exclusivement les mentions suivantes :
1. La date d'entrée du salarié et celle de sa sortie ;
2. La nature de l'emploi ou des emplois successivement occupés et les périodes pendant lesquelles ces emplois ont été tenus[2].
3. Le solde du nombre d'heures acquises au titre du droit individuel à la formation et non utilisées, y compris dans le cas défini à l'article L. 6323-17, ainsi que la somme correspondant à ce solde ;
4. La portabilité de la mutuelle d'entreprise, si les conditions légales sont remplies[3],
5. L'organisme collecteur paritaire agréé compétent pour verser la somme prévue au 2° de l'article L. 6323-18.

Il doit être signé par l'employeur ou son représentant.
Il doit être tenu à la disposition du salarié, on dit qu'il est quérable, ainsi que l'attestation Pôle emploi, dès la date de son départ effectif de l'entreprise. L'employeur et le salarié peuvent convenir d'un envoi par courrier pour éviter le déplacement du salarié.

#### Certificat quérable
Dans la pratique, le certificat et les autres documents de fin de contrat ne sont pas toujours mis à disposition du salarié dès la fin du contrat en raison de procédure de réalisation de ces documents (externalisation de la paie, cycle de paie, reporting interne,...).

#### Remise en retard du certificat
Un retard dans la remise n’entraine pas forcément de dommages et intérêts pour le salarié.
Pendant longtemps, un retard dans la remise des documents de fin de contrat, justifiait automatiquement des dommages et intérêts de son employeur. Ce n'est plus le cas aujourd'hui. Il ne peut y avoir dédommagement que si le salarié démontre qu'il a subi un préjudice.
Pour démontrer le préjudice, le salarié doit prouver les retards dans la remise du certificat et qu'il a mené des démarches pour le récupérer. Les mails, lettres ou SMS échangés avec son employeur sont autant d'éléments de preuves écrites.
Le salarié doit également apporter des preuves de perte financières en lien directe avec la remise tardive du certificat de travail. Ces preuves peuvent être constituées par des relevés bancaires, des documents qui indiquent des sommes perdues ou payées en plus. Des témoignages de tiers peuvent également être rédiger pour témoigner des dommages que le salarié a subi en raison de la remise tardive du certificat de travail.

### Québec (Canada)
En droit québécois, la possibilité d'exiger un certificat de travail est prévue à l'article 84 de la Loi sur les normes du travail.

### Suisse
Le certificat de travail consiste en une synthèse structurée, la plus objective possible, de l'activité professionnelle du collaborateur.
La rédaction d'un certificat de travail est une obligation légale de l'entreprise envers le collaborateur. Elle est imposée par l’article 330a du Code des obligations :
- Alinéa 1 : le travailleur peut demander en tout temps à l’employeur un certificat portant sur la nature et la durée des rapports de travail, ainsi que sur la qualité de son travail et sa conduite.
- Alinéa 2 : à la demande expresse du travailleur, le certificat ne porte que sur la nature et la durée des rapports de travail.

À noter que l’employeur engage sa responsabilité vis-à-vis d’un éventuel futur employeur, par exemple si un certificat de travail qui ne correspond pas à la réalité est de nature à masquer un acte délictueux, tel qu'un détournement de fonds.